# Лані (народ)
Лані — етнічна група, що живе в центральних гірських районах на заході Нової Гвінеї в індонезійській провінції Папуа. Вони живуть переважно в горах на південний схід від Вамени. Чисельність становить близько 180 тис. осіб. Значна частина народності досі веде традиційний спосіб життя.

## Історія
Оскільки у лані не було писемності, їхня історія до контакту із західним світом невідома. Вони споконвіку займалися збиральництвом, полюванням та вирощуванням батату. Перші спорадичні контакти із європейцями відбувалися з грудня 1909 року, коли низка голландських та британських дослідницьких експедицій обстежила території, населені лані. У 1921 році експедиція на чолі з капітаном Кремером, що прямувала до Пунчак-Трикори, зупинилася на декілька місяців у долині Сварт серед лані. У 1926 році антрополог Пол Вірц використав назву західні дані, вказуючи на спорідненість з народністю дані, що живе у долині Балієм. Назва закріпилася серед західних науковців, проте самі племена почали використовувати термін лані для самоідентифікації, щоб відрізнити себе від своїх сусідів.

## Культура
Спосіб життя лані все ще тримається на традиціях. Чоловіки носять традиційну котеку (футляр для пеніса), до якого іноді додають шматочки висушеної кори або інших рослинних волокон, що прикривають анальну область. Також інколи груди прикривають тканиною або корою, щоб запобігти проникненню злих духів. Жінки одягають спідниці з кори, до яких додають довгу сітку мотузки, яка служить для прикриття спини та носіння маленьких дітей чи ріжних предметів. Воїни можуть носити ротанговий халат, зав'язаний на плечах шнурами, який служить захистом. Чоловіки і жінки одягають на руки браслети або стрічки мотузки для прикраси або як амулети.
Ще на початку XX століття знаряддя праці виготовляли з каменю (сокири), кістки (голки, шила та ножі), бамбука або дерева (сільськогосподарські знаряддя). Зброя традиційно складалася зі списів, луків і стріл, виготовлених з різних порід дерева. Лаі живуть у селах, що складаються з круглих хат з конічним дахом, розділеним на два поверхи, причому вищий підтримувався бамбуковими стовпами, призначеними для сну мешканців; чоловіки спали зі своїми старшими дітьми в окремих будиночках, трохи більших за ті, що призначені для жінок, дочок і маленьких дітей.